# Fonte Boa (Esposende)

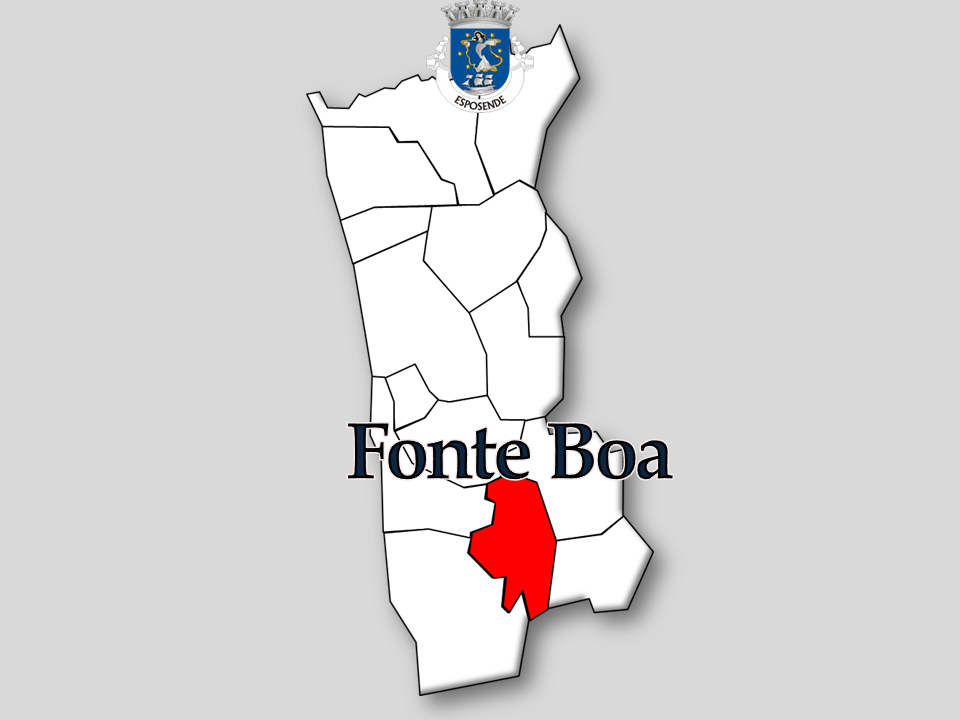
Localização da Freguesia de Fonte Boa

Fonte Boa é uma localidade portuguesa do município de Esposende que foi sede da extinta Freguesia de Fonte Boa, freguesia que tinha 6,12 km² de área e 1 326 habitantes (2011), e, por isso, uma densidade populacional de 216,7 hab/km².
A Freguesia de Fonte Boa foi extinta em 2013, no âmbito de uma reforma administrativa nacional, para, em conjunto com a Freguesia de Rio Tinto formar uma nova freguesia denominada União das Freguesias de Fonte Boa e Rio Tinto da qual é a sede.

## População
| População da freguesia de Fonte Boa (1864 – 2011) | População da freguesia de Fonte Boa (1864 – 2011) | População da freguesia de Fonte Boa (1864 – 2011) | População da freguesia de Fonte Boa (1864 – 2011) | População da freguesia de Fonte Boa (1864 – 2011) | População da freguesia de Fonte Boa (1864 – 2011) | População da freguesia de Fonte Boa (1864 – 2011) | População da freguesia de Fonte Boa (1864 – 2011) | População da freguesia de Fonte Boa (1864 – 2011) | População da freguesia de Fonte Boa (1864 – 2011) | População da freguesia de Fonte Boa (1864 – 2011) | População da freguesia de Fonte Boa (1864 – 2011) | População da freguesia de Fonte Boa (1864 – 2011) | População da freguesia de Fonte Boa (1864 – 2011) | População da freguesia de Fonte Boa (1864 – 2011) |
| ------------------------------------------------- | ------------------------------------------------- | ------------------------------------------------- | ------------------------------------------------- | ------------------------------------------------- | ------------------------------------------------- | ------------------------------------------------- | ------------------------------------------------- | ------------------------------------------------- | ------------------------------------------------- | ------------------------------------------------- | ------------------------------------------------- | ------------------------------------------------- | ------------------------------------------------- | ------------------------------------------------- |
| 1864                                              | 1878                                              | 1890                                              | 1900                                              | 1911                                              | 1920                                              | 1930                                              | 1940                                              | 1950                                              | 1960                                              | 1970                                              | 1981                                              | 1991                                              | 2001                                              | 2011                                              |
| 849                                               | 908                                               | 910                                               | 936                                               | 1 044                                             | 1 041                                             | 1 051                                             | 1 148                                             | 1 217                                             | 1 222                                             | 1 108                                             | 1 218                                             | 1 277                                             | 1 298                                             | 1 326                                             |

## História
A História de Fonte Boa molda-se à presença do homem por estas paragens e mistura-se à história do Município, também envolta em panos da história europeia, nos seus diversos momentos.
Se o conhecimento do passado é um tema fascinante, pois revela-se através dos seus acontecimentos, podemos aqui encontrar as nossas raízes e ver que os locais são também verdadeiros testemunhos desse passado.
Embora não seja a localidade do Município de Esposende cujos testemunhos que marcam a presença do homem sejam dos mais antigos, acreditamos que poderemos encontrá-los um dia, pois não faria sentido não haver sinais da sua presença, durante fases tão remotas quanto a Pré-História. Se estes existem, em freguesias como Gemeses, Apúlia e Gandra, porque não também em Fonte Boa? Há que saber escutar as gentes e as terras para podermos encontrar mais esta peça, para redesenharmos a história do homem em Fonte Boa.
Deste período - da Pré-História - apenas surge-nos um nome, encontrado num documento do século XV, que serve como, quiçá, de testemunho da existência de sepultamentos antigos, designados por Mamoas ou Dólmenes, cuja idade remontará os 5 mil anos. Contudo, se a presença de tempos pré-históricos ainda não nos foi materializada, o mesmo já não podemos dizer do período da Idade do Ferro.
No alto de um pequeno monte, popularmente chamado de Outeiro dos Picotos ou da Felícia, sobranceiro à margem esquerda do rio Cávado, junto à Barca do Lago, surgem possíveis vestígios de casas redondas em pedra, de um fosso defensivo e muitos fragmentos de materiais de uso quotidiano, tais como panelas, potes e pratos de barro, de gentes que ali se fixaram desde aproximadamente quinhentos anos de Cristo até ao seu abandono, fruto da presença romana e da sua política de pacificação.
De época romana, como testemunhos da sua forte presença, foram também encontrado no lugar do Paço inúmeros bocados de telhas. Estes materiais, que cobriam os telhados de uma estrutura familiar e de trabalho agrícola, fazem acreditar que estão relacionados como pertencentes aos primeiros vestígios que marcam o surgimento da actual freguesia de Fonte Boa.
Ainda dentro do contexto da romanização, passava junto a este pequeno castro uma estrada romana, que vinha de "Portus Cale" junto à costa, atravessava o rio "Celadus" e seguia para norte. A fazer crer nos investigadores que se debruçaram por este tema, dizem-nos que estamos perante a Via Veteris, uma das principais vias usadas pelos peregrinos, desde a Idade Média até à actualidade, para chegar a Santiago de Compostela.
Se durante a Idade Média houve uma pressão demográfica, que provocará o processo de Reconquista é aqui que vemos surgir, pela primeira vez, o nome de Fonte Má, num documento datado do século XI (1059). Mas não só de topónimos é que este período é se testemunha, pois, junto à capela de Nª Srª das Graças foram descobertos dois sarcófagos em granito. Ainda junto a esta capela, junto à estrada e no chão que a rodeia, foram encontrados muitos fragmentos de telhas e até mesmo cerâmicas medievais, que testemunham a presença do homem medieval nestas paragens.
Se o razão da mudança do nome da povoação ainda é uma questão ainda em aberto, todavia surgem-nos algumas opiniões bastante interessantes: segundo Antunes Abreu, a alteração do nome de Fonte Má para Fonte Boa deve-se a D. Frei Bartolomeu dos Mártires, que a alterou para desviar e afastar todos os velhos cultos pagãos substituindo-os por outros, de índole cristã. Ainda há outros autores que dizem que o nome foi alterado por ter-se posto boa a água de uma fonte, que dantes era má. Por isso, consertou-se a fonte, colocando nela um brasão com armas. Ainda sobre a mudança do nome, sugere recentemente outro investigador que o nome Fonte Má deriva de Frente Mar, pelo facto de ter encontrado num antigo documento, datado de 1733, a existência de um casal nessa freguesia com o nome de Fontemar.
Se em tempos mais tranquilos as gentes de Fonte Boa viveram sem sobressaltos, o mesmo não se pode dizer quando das invasões francesas. Em Março de 1809, fez o General francês Nicolas Jean de Dieu Soult e seu exército - que a partir de Braga para conquistar o litoral - passar por Fonte Boa, onde praticaram os maiores abusos e violências sobre a população. No seu rasto, saquearam e queimaram à procura de jóias, bens materiais e comida. Contudo, alguns autores que estudaram a passagem das tropas de Napoleão em Fonte Boa, dizem que esta foi salva do saque e das mortes, devido às boas relações entre o Abade D. Inácio de Jesus Azevedo Ferreira e os oficiais franceses. O mesmo não se passou em muitas outras freguesias de Esposende, onde houve contendas e mortes, em ambos os lados. Sobre a presenças das tropas francesas em Fonte Boa, estão bem documentadas a construção de defesas e trincheiras, junto ao rio Cávado, na praia da Barca do Lago e no Monte do Outeiro dos Picoutos, pontos importantes para o controle da passagem sobre o rio Cávado.

## Brasão e bandeira
Fundo em vermelho, fonte constituída por pano de parede, rematado por frontão entre dois pináculos, tudo de ouro, lavrado e realçado de negro.
Coroa mural de prata de três torres. Listel branco, com a legenda a negro “FONTE BOA – ESPOSENDE”.
Bandeira: amarela. Cordão e borlas de ouro e vermelho. Haste e lança de ouro.
Selo: nos termos da Lei, com a legenda: "Junta de Freguesia de Fonte Boa - Esposende".

## Festas e romarias
- São Sebastião dos Mártires (no último domingo de Julho).

## Património histórico
- Alminhas de Caveiros
- Alminhas da Cruz/Sr. do Bonfim
- Alminhas de Nª Srª da Luz
- Alminhas do Freixieiro
- Alminhas do Arantes
- Alminhas dos Oliveiras
- Capela de Stª António
- Capela de Nª Srª da Graça
- Capela do Sr. dos Passos
- Capela do Coração de Maria
- Castro (povoado da idade do ferro) do Outeiro dos Picotos
- Cruzeiro Paroquial
- Cruzeiro de Nª Srª da Graça
- Igreja Paroquial de Fonte Boa
- Fonte do Couto

## Património natural
- Praia fluvial da Barca do Lago